# Ming (almeja)
Ming (c. 1499-2006) fue un ejemplar de almeja de Islandia, actualmente conocida por ser el animal más longevo del que se tenga registro. Medía 87 mm × 73 mm.

## Historia
Fue encontrada en las coordenadas 66°31′35.4″N 18°11′44.4″O / 66.526500, -18.195667, unos 10 km al oeste de la punta sur del islote Grimsey (que se encuentra a 40 km al norte de Islandia). Estaba a 88 m de profundidad.
Ming fue recogida, junto a otros ejemplares de la misma especie, en una campaña de la Escuela de Ciencias del Mar de la Universidad de Bangor (en el norte de Gales), en el marco de un proyecto de investigación acerca de los cambios climáticos ocurridos en los últimos 1000 años.
Tras ser capturada en 2006, al año siguiente se determinó su edad mediante un proceso de esclerocronología que le causó la muerte; el molusco había vivido entre 405 y 410 años, un récord que le permitió ingresar en el Libro Guiness como el animal más longevo conocido. La almeja fue bautizada por los científicos como Ming, por haber nacido durante el reinado de la dinastía Ming en China.
Sin embargo, y tras un recuento realizado en noviembre de 2013, se pudo verificar que el molusco tenía casi un siglo más de vida: 507 años, habiendo nacido en torno al año 1499. Según Chris Richardson, profesor de la Escuela de Ciencias Oceanográficas de dicha universidad, factores tales como la alimentación del molusco, la temperatura de las aguas oceánicas y la climatología determinan las variaciones en los anillos de crecimiento de la concha; mientras que Rob Witbaard, del Instituto Real de los Países Bajos para la Investigación del Mar, afirma que la avanzada edad de Ming habría causado una compresión en los anillos del caparazón de la almeja, lo que añadiría dificultades para calcular su edad.
En general, la especie Arctica islandica posee ejemplares muy longevos —de hecho, antes del primer récord de Ming, el otro espécimen más longevo conocido era otra almeja de Islandia, capturada en 1982 a los 220 años—.